# Juan Luis González
Juan Luis González Calderón (Limache, Valparaíso, Chile, 16 de junio de 1974) es un exfutbolista chileno que jugaba de defensa central y volante de contención.

## Trayectoria
Inicia su carrera como futbolista profesional en el Club de Deportes La Serena en 1994, manteniéndose en el club hasta 1999 tras jugar cinco temporadas en primera división y una en la Primera B. En 2000 juega una temporada en Everton de Viña del Mar y al año siguiente firma por Coquimbo Unido, club en el que se mantiene hasta 2002. En 2003 llega al equipo donde conseguiría tres títulos: Cobreloa. En el club de Calama gana el Apertura 2003, el Clausura 2003 y el Clausura 2004, además de jugar las ediciones de 2003, 2004, 2005 y 2007 de la Copa Libertadores, y de conseguir llegar a la selección adulta. Se ganó la capitanía en su último año como jugador naranja. En 2008 regresaría a Everton, donde se corona campeón del Torneo Apertura de ese año. Al año siguiente vuelve al club de sus inicios, Deportes La Serena. Entre 2010 y 2011 defiende los colores de O'Higgins. En 2012 firma en Deportes Antofagasta, donde jugaría hasta mediados de 2014. Después de eso intentaría fichar por Cobreloa para poder retirarse en la institución loína pero no se llegó a acuerdo y "Limache" decidió retirarse el 26 de agosto de 2014 tras anunciarlo en su cuenta de Facebook.

## Selección nacional
En 1998 formó parte del proceso preparatorio para el Mundial de Francia 1998, jugó en la gira a Asia, ante Irán, Hong Kong e Inglaterra "B".
Entre los años 2004 y 2005 fue seleccionado para representar a Chile jugando 5 partidos; 3 de clasificatorias y dos amistosos.

## Clubes
| Club                 | País          | Año           | Partidos | Goles |
| -------------------- | ------------- | ------------- | -------- | ----- |
| Deportes La Serena   | Chile         | 1994-1999     | 115      | 5     |
| Everton              | Chile         | 2000          | 26       | 2     |
| Coquimbo Unido       | Chile         | 2001-2002     | 50       | 6     |
| Cobreloa             | Chile         | 2003-2007     | 163      | 11    |
| Everton              | Chile         | 2008          | 38       | 1     |
| Deportes La Serena   | Chile         | 2009          | 32       | 1     |
| O'Higgins            | Chile         | 2010-2011     | 54       | 2     |
| Deportes Antofagasta | Chile         | 2012-2014     | 52       | 1     |
| Total carrera        | Total carrera | Total carrera | 530      | 29    |

## Palmarés

### Campeonatos nacionales
| Título           | Club               | País  | Año    |
| ---------------- | ------------------ | ----- | ------ |
| Primera B        | Deportes La Serena | Chile | 1996   |
| Primera División | Cobreloa           | Chile | 2003-A |
| Primera División | Cobreloa           | Chile | 2003-C |
| Primera División | Cobreloa           | Chile | 2004-C |
| Primera División | Everton            | Chile | 2008-A |